# Хрипуновский сельсовет
Хрипуновский сельсовет — сельское поселение в Ардатовском районе Нижегородской области Российской Федерации.
Административный центр — село Хрипуново.

## История
Статус и границы сельского поселения установлены Законом Нижегородской области от 15 июня 2004 года № 60-З «О наделении муниципальных образований - городов, рабочих поселков и сельсоветов Нижегородской области статусом городского, сельского поселения»

## Население
| 2002 | 2010 | 2012 | 2013  | 2014 | 2015 | 2016 |
| ---- | ---- | ---- | ----- | ---- | ---- | ---- |
| 916  | ↘732 | ↘692 | ↗1013 | ↘983 | ↘966 | ↘934 |
| 2017 | 2018 | 2019 | 2020  | 2021 |      |      |
| ↗948 | ↘902 | ↘883 | ↘846  | ↗964 |      |      |

## Состав сельского поселения
| №  | Населённый пункт | Тип населённого пункта       | Население |
| -- | ---------------- | ---------------------------- | --------- |
| 1  | Атемасово        | село                         | ↘283      |
| 2  | Малиновка        | деревня                      | ↘0        |
| 3  | Малые Паны       | деревня                      | ↘0        |
| 4  | Мостовка         | деревня                      | ↘1        |
| 5  | Мыза             | посёлок                      | ↘16       |
| 6  | Надёжино         | село                         | ↘363      |
| 7  | Хохлово          | село                         | ↘8        |
| 8  | Хрипуново        | село, административный центр | ↘448      |
| 9  | Четвертово       | деревня                      | ↘7        |
| 10 | Юсупово          | село                         | ↘6        |